# ادویناس راماناوسکاس
ادویناس راماناوسکاس (لیتوانیایی: Edvinas Ramanauskas؛ زادهٔ ۱۸ اوت ۱۹۸۵) قایقران کایاک اهل لیتوانی است.